# Алисовский сельский совет
Алисовский сельский совет — входит в состав Близнюковского района Харьковской области Украины.
Административный центр сельского совета находится в селе Алисовка.

## История
- 1992 — дата образования.
- После 17 июля 2020 года в рамках административно-территориальной реформы по новому делению Харьковской области[2][3] данный сельский совет, как и весь Близнюковский район Харьковской области, был упразднён; входящие в совет населённые пункты и его территории присоединены к … территориальной общине Лозовского(?) района.

## Населённые пункты совета
- село Алисовка (Алисово)[4]
- село Беспа́льцево
- село Рыжо́во